# Pacific-12 Conference
Pacific-12 Conference (forkortet PAC-12) er en amerikansk sportsliga bestående af de 12 største universiteter i staterne Washington, Oregon, Californien og Arizona, Colorado og Utah.
Ligaen har oprindeligt heddet Big Five, Big Six, Pacific-8 og Pacific-10 alt efter hvor mange universiteter, der deltog. Da ligaen hed Pacific-10 var deltagerne:
| - University of Arizona, Tucson, Arizona, Arizona Wildcats - Arizona State University, Tempe, Arizona, Arizona State Sun Devils - University of California, Berkeley, Californien, California Golden Bears - University of Oregon, Eugene, Oregon, Oregon Ducks - Oregon State University, Corvallis, Oregon, Oregon State Beavers | - Stanford University, Stanford, Californien, Stanford Cardinals - University of California, Los Angeles, Californien, UCLA Bruins - University of Southern California, Los Angeles, Californien, USC Trojans - University of Washington, Seattle, Washington, Washington Huskies - Washington State University, Pullman, Washington, Washington State Cougars |